# 汤涛 (数学家)
汤涛（1963年—），男，安徽舒城人，中国计算数学家，中国科学院院士，长江学者，欧洲科学院（European Academy of Sciences）院士，发展中国家科学院院士，曾任北京师范大学-香港浸会大学联合国际学院第二任校长，现任广州南方学院校长。

## 生平
1963年出生于安徽省舒城县，1984年毕业于北京大学数学系，1989年获得英国利兹大学博士学位。
汤涛于1990年至1998年间，在加拿大西门菲莎大学执教，并且取得终身教职；1998年加入香港浸会大学，曾经担任数学系主任、研究生院院长、理学院院长等职务。2015年加入南方科技大学，任南方科技大学副校长、研究生院院长、教务长、数学系讲座教授。2019年2月，任北京师范大学-香港浸会大学联合国际学院校长。2024年4月，任广州南方学院校长。
汤涛教授2012年获选美国工业与应用数学学会会士（SIAM Fellow），2017年当选美国数学会会士 (AMS Fellow), 2017年当选中国科学院院士，2019年成为中国工业与应用数学学会会士（CSIAM Fellow），2022年4月当选欧洲科学院院士，2023年当选发展中国家科学院院士。

## 学术贡献
汤涛的研究领域为计算数学，在高精度和自适应计算方法研究领域做出了重要学术成就，因此荣获冯康科学计算奖，教育部自然科学一等奖，国家自然科学二等奖。他曾担任香港数学会理事长等重要学术职务。鉴于其学术影响力，他获选美国数学学会会士、美国工业与应用数学学会会士，并于2018年获邀成为国际数学家大会报告人。
汤涛于2010年合作创办数学科普刊物《数学文化》。